# Lucius Postumius Megellus (Konsul 305 v. Chr.)
Lucius Postumius Megellus entstammte der römischen Adelsfamilie der Postumier und war dreifacher Konsul (305, 294 und 291 v. Chr.).

## Erstes Konsulat (305 v. Chr.)
Lucius Postumius Megellus, Sohn eines Lucius Postumius und Enkel eines Spurius Postumius, wurde zum ersten Mal 305 v. Chr. zusammen mit Tiberius Minucius Augurinus zum Konsul gewählt. Beide Konsuln erhielten die Leitung der Kämpfe in Samnium übertragen. Nach der Darstellung des sizilianischen Historikers Diodor hatten nämlich zuvor die Samniten den Falernergau angegriffen. Die Konsuln konnten einen Sieg erringen und über 2000 Gefangene machen, dann eine Stadt namens Bola erobern, das 6000 Mann starke Heer des Samnitenführers Gellius Gaius besiegen und den feindlichen Feldherrn selbst gefangen nehmen. Am Schluss gelang ihnen die Zurückeroberung von drei Städten ihrer Bundesgenossen, insbesondere von Sora.
Laut dem römischen Annalisten Titus Livius griffen die Samniten den an den Falernergau angrenzenden Ager Stellas in Kampanien an. Die Konsuln gingen getrennt vor, indem Postumius eine Offensive gegen Tifernum und Minucius eine gegen Bovianum startete. Livius verwendete in seinem weiteren Bericht zwei Quellen, die oft nicht übereinstimmten. Nach beiden lieferte Postumius zunächst den Feinden allein eine Schlacht, errang aber laut der einen Quelle einen großen Erfolg mit 24.000 Gefangenen, laut der anderen hingegen nur ein Remis. Im Anschluss kämpften beide Konsuln zusammen und siegten glänzend über den Samnitenführer Statius Gellius, der den Römern mit zahlreichen seiner Leute in die Hände fiel. Beide Konsuln sollen nach dem einen von Livius verwendeten Bericht bald darauf Bovianum erobert und einen Triumph gefeiert haben, während nach dem anderen Minucius im Kampf verwundet wurde und starb, sodass als Suffektkonsul Marcus Fulvius gewählt wurde, der dann Bovianum allein erobert habe. Wie bei Diodor stellt auch bei Livius die Zurückgewinnung von Sora und zwei weiteren Städten (Arpinum und Cesennia) von den Samniten das Ende des Kriegsberichts für das erste Konsulat des Postumius dar.
Die Fasti Capitolini bestätigen, dass ein Suffektkonsul Marcus Fulvius nachgewählt wurde, der laut den Triumphalakten über die Samniten triumphierte, nicht jedoch die beiden anderen Konsuln, wie der eine Bericht des Livius behauptete. Der genaue Verlauf dieses Kriegsjahres ist aus den widersprüchlichen Quellen nicht rekonstruierbar; man wird nur festhalten können, dass die Konsuln nach anfänglichen Rückschlägen bedeutende Erfolge errangen und dadurch die Samniten friedenswillig stimmten. Offenbar wurde Postumius auch nicht die Abhaltung eines Triumphes zugestanden.
Laut dem Historiker Friedrich Münzer könnte Postumius entweder vor seinem ersten Konsulat oder in einem Jahr zwischen seinem ersten und zweiten Konsulat kurulischer Ädil geworden sein. In dieser Funktion begann er mit den Bauarbeiten für einen Tempel der Siegesgöttin Victoria am Palatin, der aus Strafgeldern finanziert und 294 v. Chr., als Postumius sein zweites Konsulat bekleidete, geweiht wurde.

## Zweites Konsulat (294 v. Chr.)
In der Überlieferung tritt Postumius erst wieder 295 v. Chr. hervor, als er und Gnaeus Fulvius Maximus Centumalus im Rang von Proprätoren das Kommando über zwei Armeen führten, die Rom vor Angriffen schützen sollten. Dies war notwendig, weil die beiden Konsuln fern der Hauptstadt weilten, um die Entscheidungsschlacht im Dritten Samnitenkrieg gegen eine Koalition feindlicher Volksstämme auszufechten. Postumius und sein Kollege erhielten von den Konsuln den Befehl, das Territorium der Etrusker durch einen Marsch auf Clusium zu verheeren und so diesen Volksstamm von einer Vereinigung mit den anderen römischen Feinden bei Sentinum wegzulocken. Da Fulvius näher bei Clusium stand, führte offenbar er allein den Befehl aus.
Zusammen mit Marcus Atilius Regulus bekleidete Postumius im nächsten Jahr, 294 v. Chr., zum zweiten Mal das Konsulat; beide erhielten Samnium als Provinz. Die Quellenlage für die kriegerischen Ereignisse dieses Jahres war laut Livius äußerst unbefriedigend, da die einzelnen Quellen weit auseinandergingen. Livius wählte einen ausführlich berichtenden, jüngeren Annalisten als Hauptquelle und bringt im Anschluss an diesen Kriegsbericht kurze, abweichende Mitteilungen des Quintus Claudius Quadrigarius und des ältesten und wohl zuverlässigsten römischen Geschichtsschreibers Quintus Fabius Pictor. Letzterer gibt an, dass beide Konsuln in Samnium und Luceria kämpften und dann den Kriegsschauplatz nach Etrurien verlegten. Da diesen Zug nach Etrurien sowohl laut der Hauptquelle des Livius als auch laut Claudius nur ein Konsul durchführte, glaubte Livius, dass dies auch Fabius annahm, was aber keineswegs zutreffen muss. Weiters berichtet Fabius, dass in Luceria beide Seiten hohe Verluste erlitten und dass während dieser Kämpfe ein Tempel für Iuppiter Stator gelobt wurde. Nach den Triumphalakten feierte Postumius einen Triumph über die Samniten und Etrusker sowie Atilius am nächsten Tag einen Triumph über Volsinii und Samniten. Diese Quelle geht also von einem Einsatz beider Konsuln auf beiden Kampfplätzen aus und stimmt daher im Wesentlichen mit Fabius überein. Auch nach Claudius kämpften beide Konsuln zunächst gemeinsam in Samnium, trennten sich dann aber laut diesem Autor, wobei Postumius unglücklich in Apulien, Atilius hingegen siegreich in Etrurien focht.
Der Hauptbericht des Livius lässt zunächst nur Atilius nach Samnium ziehen, wo die Feinde fast das römische Lager erobert hätten. Postumius musste aber krankheitshalber zunächst in Rom bleiben, entschloss sich aber nach Erhalt der Nachrichten über die unglückliche Kriegsführung seines Amtskollegen zum Aufbruch. Zuvor weihte er noch den Victoriatempel und stieß dann mit seiner Armee zu Atilius. Die Konsuln trennten sich aber bald wieder und Postumius eroberte nicht ohne Mühe Milionia und konnte dann einige von den Bewohnern verlassene Dörfer kampflos einnehmen. Auch im Bericht des Claudius kam diese Eroberung mehrerer Städte in Samnium vor, allerdings wohl als von beiden Konsuln gemeinsam errungen. Nach seiner Hauptquelle berichtet Livius nun, dass Atilius nach der Trennung von seinem Kollegen nach Luceria zog, zuerst unentschieden gegen die Samniten kämpfte und dass seine Truppen in der am nächsten Tag ausgetragenen Schlacht fast in die Flucht geschlagen worden wären, hätte Atilius nicht dem Iuppiter Stator einen Tempel gelobt (dieses Detail kam ja auch bei Fabius vor, s. o.) und infolgedessen doch noch gewonnen. Der Konsul erlitt jedenfalls hohe Verluste, konnte dann aber bei der römischen Kolonie Interamna Lirenas einen weiteren Erfolg gegen die Feinde erzielen. Postumius dagegen, der nach Etrurien gezogen war, kämpfte auch dort wesentlich erfolgreicher als sein Kollege, so gegen die Bewohner von Volsinii, so dass sich die drei wichtigsten etrurischen Städte zu einem Frieden mit Rom bereitfanden. Im Gegensatz zu diesem Hauptbericht des Livius erlitt Postumius laut Claudius Quadrigarius in Apulien eine schwere Niederlage, wurde dabei verletzt und nach Luceria zurückgedrängt, während Atilius in Etrurien siegreich kämpfte.
Auch die Verteilung der Siegesehren auf die beiden Konsuln differierte bei den Annalisten. Nach der livianischen Hauptquelle wurde Atilius der von ihm gewünschte Triumph wegen zu geringer Leistungen abgeschlagen. Der Senat lehnte auch das Ansuchen des Postumius um einen Triumph ab, obwohl er in Samnium und Etrurien so erfolgreiche Kämpfe geliefert hatte. Der Konsul wollte sich diesem Beschluss aber nicht fügen und verhandelte nun vor dem Volk. Drei Volkstribunen unterstützten Postumius, und mit deren Hilfe setzte er gegen den Widerstand der übrigen sieben Volkstribunen und des Senats die Abhaltung eines Triumphes durch. Mit diesem Hauptbericht des Livius steht wieder Claudius in schärfstem Widerspruch, der ja Atilius die Siege in Etrurien zuschrieb und daher auch den Triumph feiern ließ. Diese Ehre erhielt Atilius auch nach den Triumphalakten für Siege über das (in Etrurien gelegene) Volsinii und über die Samniten, aber auch Postumius durfte laut diesen Akten triumphieren. Münzer meint, dass Livius einen – im Gegensatz etwa zu Fabius Pictor – wenig glaubwürdigen Annalisten als Hauptquelle wählte, der unverkennbar den Patrizier Postumius vor dem plebejischen Konsul präferierte.
Der kurze Bericht des Johannes Zonaras über die Ereignisse beginnt mit dem Einfall in Samnium und der Eroberung einiger Städte durch beide Konsuln, die sich dann trennten. Zonaras nennt sie nicht namentlich, sondern sagt nur, dass der eine gegen die Samniten gewann und triumphierte, während der andere gegen die Etrusker erfolgreich kämpfte. Der byzantinische Historiker gibt damit einen zwar nicht völlig der Hauptquelle des Livius entsprechenden, aber doch recht ähnlichen Bericht.
Ist also wegen der differierenden Berichte der Annalisten auch der tatsächliche Kriegsverlauf während Postumius’ zweitem Konsulat nicht genau erkennbar, so doch, dass die Römer auch nach der Schlacht von Sentinum (295 v. Chr.) noch harte Kämpfe mit großen Verlusten auszufechten hatten.

## Drittes Konsulat (291 v. Chr.)
Am Ende des Berichts über die Kriege des Jahres 293 v. Chr. erzählt Livius, dass Postumius sich einem vom Volkstribunen Marcus Scantius angestrengten Prozess durch Annahme einer Legatenstelle beim beliebten plebejischen Konsul Spurius Carvilius Maximus entzogen habe. Livius bezweifelt diese Angabe, die aber Münzer für glaubwürdig hält, da die Legatentätigkeit des Postumius im (unzuverlässigen) Kriegsbericht selbst nicht erwähnt wird und seine beabsichtigte Anklage mit der Auseinandersetzung um die Abhaltung seines Triumphes 294 v. Chr. in Zusammenhang stehen könnte.
291 v. Chr. gelangte Postumius zum dritten Mal zum Konsulat. Zwar ist die Darstellung des Livius verloren, da die zweite Dekade seines Geschichtswerks (die mit dem Jahr 292 v. Chr. begann) nicht erhalten geblieben ist und heute nur noch in einer kurzen Epitome vorliegt. In einer späteren Bemerkung erwähnt er aber, dass Postumius als Interrex die Wahlen leitete und dabei selbst neben Gaius Iunius Brutus Bubulcus zum Konsul gewählt wurde. Wahrscheinlich war dieser ungewöhnliche, für das Selbstbewusstsein des Postumius sprechende Vorgang Teil eines Abkommens, denn sowohl der patrizische Konsul des Jahres 292 v. Chr., Quintus Fabius Maximus Gurges, als auch Postumius als Konsul des nächsten Jahres hatten jeweils einen Iunius Brutus zum plebejischen Amtskollegen. Fabius Gurges führte nach Ablauf seines Amtsjahres die Kämpfe weiter, so dass vermutlich der zweite Konsul Iunius Brutus in Rom die Wahlen leiten sollte, aber von den Patriziern daran gehindert wurde. Der Kompromiss lautete wohl, dass ein Verwandter des plebejischen Konsuls dessen Nachfolger werden sollte, wenn der Interrex Postumius sich selbst zum anderen Konsul ernennen durfte.
Über das dritte Konsulat des Postumius liegen nur Nachrichten von der Liviusepitome und Exzerpten aus Dionysios von Halikarnassos und Cassius Dio vor. Postumius hatte jedenfalls wegen seiner selbstherrlichen Amtsführung Streitigkeiten an mehreren Fronten auszutragen. So suchte er seinen Amtskollegen Iunius Brutus möglichst zurückzudrängen, um allein agieren zu können. Der plebejische Konsul beschwerte sich zwar beim Senat mehrmals darüber, musste aber schließlich akzeptieren, dass sein patrizischer Kollege allein den Krieg gegen die Samniten leitete. Nach Dionysios behandelte Postumius seine Soldaten hochmütig, da er 2000 von ihnen ein Wäldchen auf seinen eigenen Äckern abholzen ließ. Wahrscheinlich war dieses Gehölz sogar ein heiliger Hain, da nach Cassius Dio die Soldaten dann auf dem Weg zum Kampfort mit den Samniten erkrankten und dies auf ihre Rodungsarbeiten zurückführten. Dann hätte Postumius auch gegen religiöse Vorschriften verstoßen. Sein Amtsvorgänger Fabius Gurges belagerte die Stadt Cominium, denn ihm war vom Senat ein verlängertes Imperium zugestanden worden. Dies wollte Postumius aber nicht akzeptieren und zwang Fabius Gurges trotz einer Senatsintervention zur Kommandoniederlegung. Der Gesandtschaft des Senates richtete er dabei aus, dass nicht er als Konsul der Befehlsempfänger des Senates sei, sondern dass das umgekehrte Prinzip gelte. Diese stolze Replik verlegt Livius bereits in das zweite Konsulat des Postumius, der sie anlässlich seines Streits mit dem Senat wegen der Abhaltung eines Triumphes vorgetragen habe. Offenbar war in späteren Generationen, als die römische Geschichtsschreibung begann, nur noch der markante Ausspruch des Konsuls in Erinnerung geblieben, aber der Zusammenhang, bei welcher Gelegenheit er geäußert wurde, vergessen worden, so dass ihn die einzelnen Autoren in verschiedene Epochen der Biographie des Postumius einbauen konnten. Ähnliches gilt für den Triumph, den Postumius laut Dionysios eigenmächtig gegen den Willen des Senates am Ende seines dritten Konsulats gefeiert habe, während Livius, wie erwähnt, dasselbe über sein zweites Konsulat erzählt.
Nur im Exzerpt des Dionysios haben sich sodann einige kriegerische Leistungen des Postumius erhalten. Danach betrieb er die von Fabius Gurges begonnene Belagerung von Cominium weiter und konnte die Stadt bald erobern. Im Anschluss gelang ihm die Einnahme von Venusia, das viele Einwohner zählte, und von weiteren Städten, wobei 10.000 Feinde getötet wurden und sich mehr als 6000 ergaben. Nach Venusia wurde die enorme Zahl von 20.000 latinischen Siedlern verpflanzt. Dass dies nicht von Postumius selbst vorgenommen werden konnte, kränkte ihn, so dass er die gesamten erbeuteten Schätze unter seinen Soldaten verteilte und dann seine Truppen entließ, bevor sein Nachfolger eintraf. Dann feierte er laut Dionysios, wie erwähnt, ohne Senatserlaubnis den Triumph, wurde aber wegen aller seiner im dritten Konsulat verübten Vergehen von zwei Tribunen angeklagt und von den Tributcomitien einstimmig zur Zahlung von 50.000 As verurteilt. Insgesamt sind wegen der dürftigen Nachrichten auch Postumius’ Handlungen in seinem dritten Konsulat nur sehr ungenügend bekannt, doch dürfte er immer selbstbewusster in seiner Machtausübung geworden sein.

## Gesandtschaft nach Tarent (282 v. Chr.)
Ende 282 v. Chr. wurde Postumius wegen seiner herausragenden Stellung im römischen Staat und wohl auch wegen seiner anzunehmenden Kenntnisse des Griechischen, die bei Vertretern seines Geschlechts häufig anzutreffen waren, mit der Leitung einer Gesandtschaft nach Tarent beauftragt, um Wiedergutmachung für einen Angriff auf die römische Flotte zu verlangen. Die Gesandten wurden aber abweisend und spöttisch behandelt. Für die Tarentiner, welche die Römer im Theater empfingen, war u. a. deren fremdartige Kleidung ein Grund für den Hohn, des Weiteren auch, dass ihrer Meinung nach Postumius das Griechische zu wenig beherrschte. Sein Gewand wurde auch von einem betrunkenen Clown namens Philonides besudelt. Nach Valerius Maximus erledigte der dreimalige Konsul trotz dieser Beleidigungen seinen Auftrag in Würde, ohne sich aus der Ruhe bringen zu lassen. Ihm werden drei bei dieser Gelegenheit gemachte scharf zugespitzte Äußerungen zugeschrieben, die aber auf alter Tradition beruhen können. Unter anderem soll er gesagt haben: „Jetzt lacht ihr, aber ihr werdet lange weinen müssen!“ Nach seiner Rückkehr legte er dem Senat seine besudelte Kleidung als Beweis vor. Schon die älteste erhaltene Quelle, Polybios, betont, dass die Römer wegen der schlechten Behandlung ihrer Gesandten den Tarentinern den Krieg erklärten.
Nach dieser Gesandtentätigkeit verschwindet Postumius aus den Quellen. Zweifellos gehörte er zu den bedeutendsten Römern seiner Zeit.